# 9998 ISO
9998 ISO este un asteroid din centura principală de asteroizi.

## Descriere
9998 ISO este un asteroid din centura principală de asteroizi. A fost descoperit pe 25 martie 1971 la Observatorul Palomar de Cornelis Johannes van Houten, Ingrid van Houten-Groeneveld și Tom Gehrels. Asteroidul prezintă o orbită caracterizată de o semiaxă mare de 2,16 ua, o excentricitate de 0,09 și o înclinație de 3,9° în raport cu ecliptica.